# Kostel svatého Jiří (Hradsko)
Římskokatolický filiální kostel svatého Jiří v Hradsku je pseudogotická sakrální stavba v minulosti několikrát přestavěná. Dnes stojí na výrazné výšině nad Kokořínským dolem na bývalém hradišti. Od roku 1966 je kostel chráněn jako kulturní památka.

## Historie
Původní raně gotický kostel stál v místě již před rokem 1217. Spolu s osadou byl totiž připomínán před rokem 1217 v souvislosti s přechodem jeho vlastnictví na řád německých rytířů. Dnešní stavba vznikla v roce 1874 a je postavena v pseudogotickém stylu s použitím části jižního zdiva původního kostela.

## Architektura

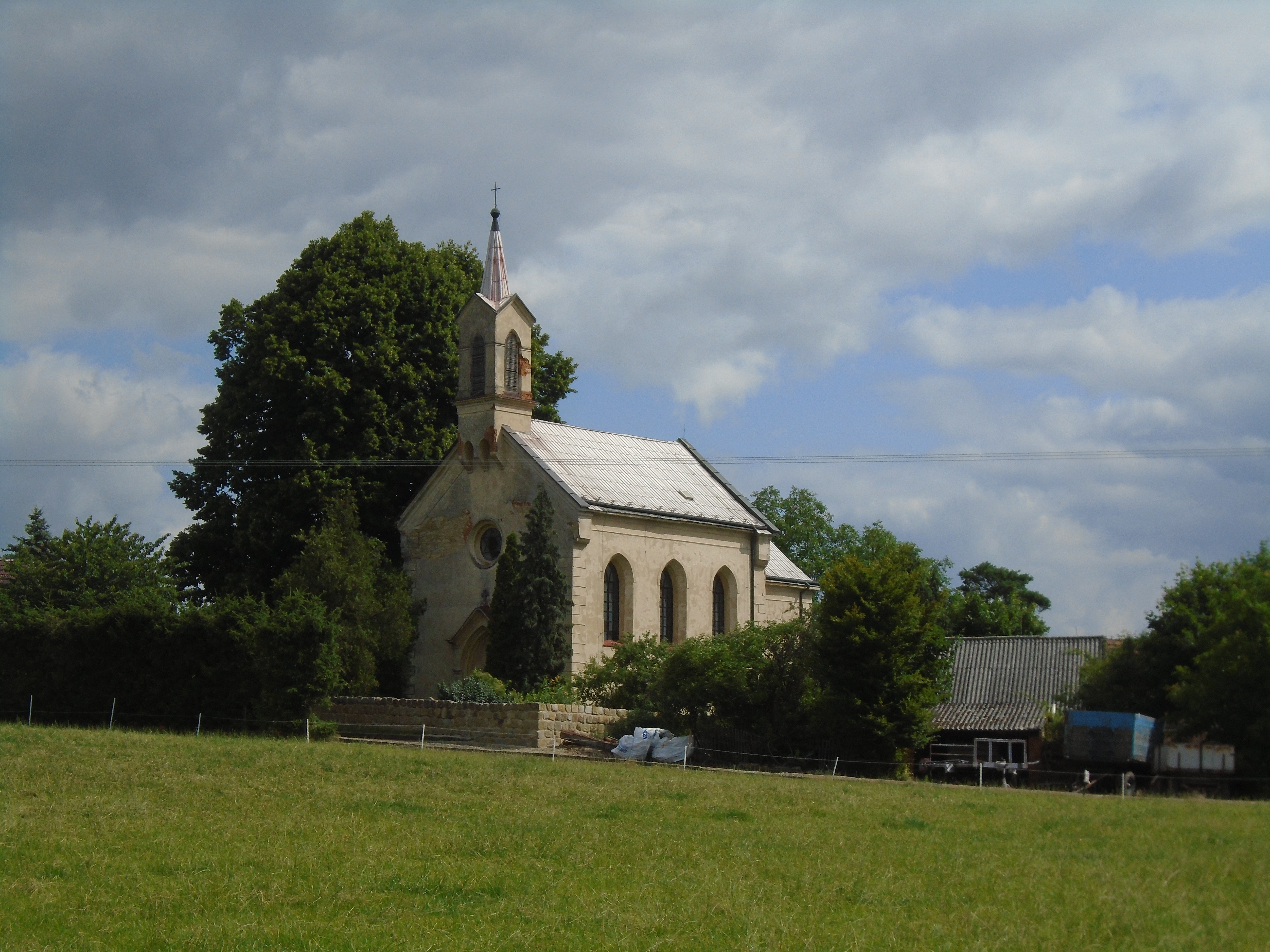
Celkový pohled

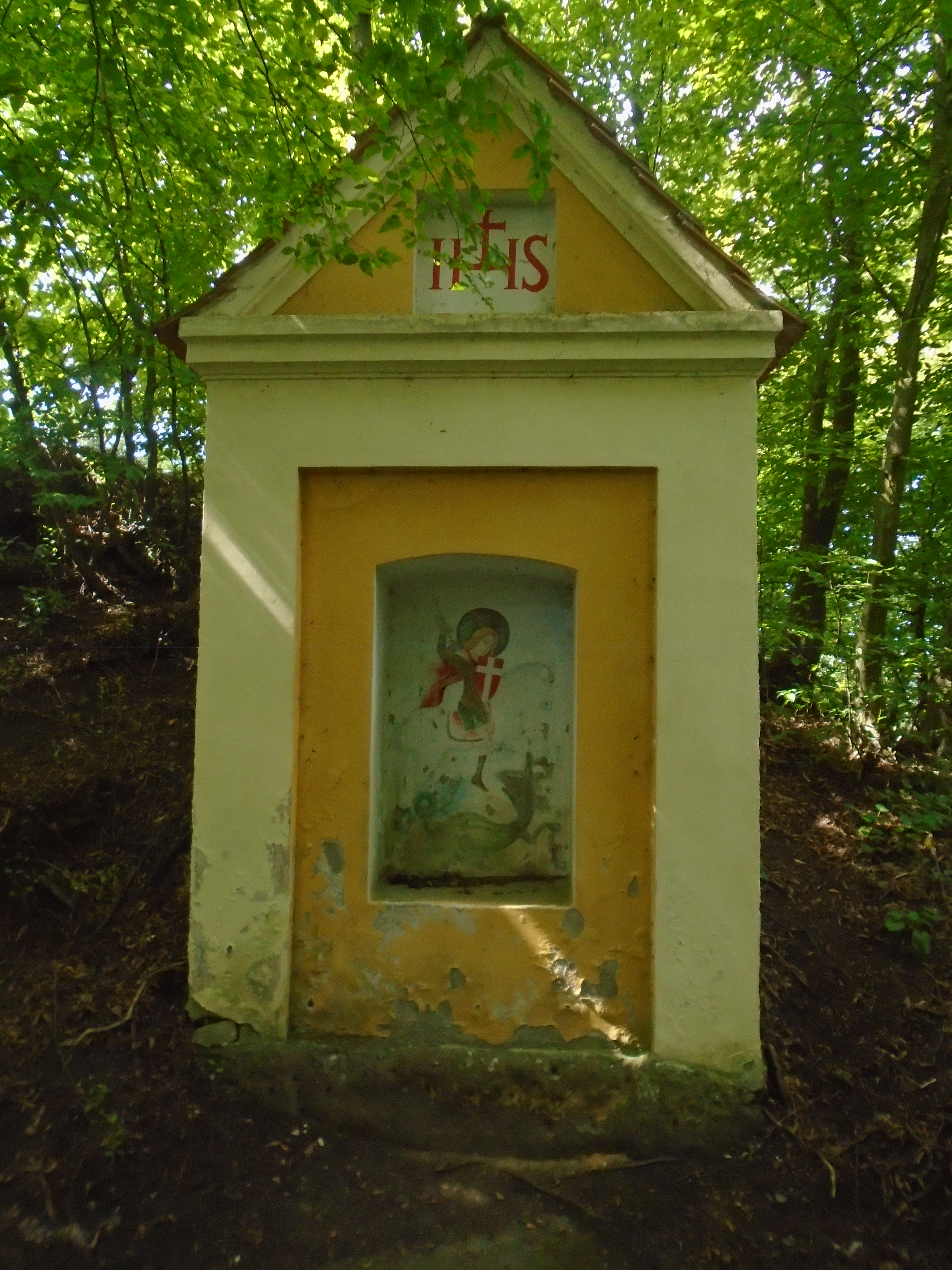
Výklenková kaple pod Hradskem

Jedná se o jednolodní, obdélnou stavbu se čtvercovým presbytářem a čtvercovou sakristií po severní straně. V západním pseudogotickém průčelí je věžička. Na jižní straně presbytáře se nachází původní hrotité okénko s kružbou. Presbytář i loď jsou sklenuty křížovou žebrovou klenbou. Sakristie má křížovou klenbu.

## Zařízení
Oltářní predella s tabernáklem je barokní a pochází z 1. čtvrtiny 18. století. Má akantovou a stuhovou výzdobu. Obraz sv. Jiří pochází z 19. století. V interiéru kostela se dochoval pozdně gotický znakový náhrobník z roku 1496.

## Okolí kostela
Ve skalách u Hradska se nachází barokní výklenková kaple.